# Адміністративний устрій Радехівського району
Адміністративний устрій Радехівського району — адміністративно-територіальний устрій Радехівського району Львівської області на 1 міську раду, 1 селищну раду та 31 сільських рад, які об'єднують 71 населений пункт і підпорядковані Радехівській районній раді. Адміністративний центр — місто Радехів.

## Список радРадехівського району
| №  | Назва                          | Центр           | Населені пункти                                                            | Площа км² | Місце за площею | Населення (2001), осіб. | Місце за населенням |
| -- | ------------------------------ | --------------- | -------------------------------------------------------------------------- | --------- | --------------- | ----------------------- | ------------------- |
| 1  | Радехівська міська рада        | м. Радехів      | м. Радехів с. Кути                                                         |           |                 |                         |                     |
| 2  | Лопатинська селищна рада       | смт Лопатин     | смт Лопатин                                                                |           |                 |                         |                     |
| 3  | Барилівська сільська рада      | с. Барилів      | с. Барилів                                                                 |           |                 |                         |                     |
| 4  | Березівська сільська рада      | с. Березівка    | с. Березівка с. Бебехи с. Грицеволя с. Новоставці с. Підмонастирок         |           |                 |                         |                     |
| 5  | Бишівська сільська рада        | с. Бишів        | с. Бишів с. Забава с. Ордів с. Торки                                       |           |                 |                         |                     |
| 6  | Вузлівська сільська рада       | с. Вузлове      | с. Вузлове с. Бабичі с. Нестаничі с. Раковище с. Шайноги                   |           |                 |                         |                     |
| 7  | Дмитрівська сільська рада      | с. Дмитрів      | с. Дмитрів                                                                 |           |                 |                         |                     |
| 8  | Завидченська сільська рада     | с. Завидче      | с. Завидче                                                                 |           |                 |                         |                     |
| 9  | Корчинська сільська рада       | с. Корчин       | с. Корчин с. Волиця с. Гоголів с. Радванці                                 |           |                 |                         |                     |
| 10 | Кривецька сільська рада        | с. Криве        | с. Криве                                                                   |           |                 |                         |                     |
| 11 | Куликівська сільська рада      | с. Куликів      | с. Куликів с. Волиця-Барилова с. Корчівка                                  |           |                 |                         |                     |
| 12 | Кустинська сільська рада       | с. Кустин       | с. Кустин с. Батиїв с. Руденко                                             |           |                 |                         |                     |
| 13 | Миколаївська сільська рада     | с. Миколаїв     | с. Миколаїв с. Адамівка с. Стирківці                                       |           |                 |                         |                     |
| 14 | Немилівська сільська рада      | с. Немилів      | с. Немилів                                                                 |           |                 |                         |                     |
| 15 | Нивицька сільська рада         | с. Нивиці       | с. Нивиці с. Пустельники с. Старий Майдан с. Трійця                        |           |                 |                         |                     |
| 16 | Нововитківська сільська рада   | с. Новий Витків | с. Новий Витків                                                            |           |                 |                         |                     |
| 17 | Оглядівська сільська рада      | с. Оглядів      | с. Оглядів с. Гута-Скляна с. Дубини с. Монастирок-Оглядівський с. Опліцько |           |                 |                         |                     |
| 18 | Павлівська сільська рада       | с. Павлів       | с. Павлів                                                                  |           |                 |                         |                     |
| 19 | Пиратинська сільська рада      | с. Пиратин      | с. Пиратин                                                                 |           |                 |                         |                     |
| 20 | Поздимирська сільська рада     | с. Поздимир     | с. Поздимир                                                                |           |                 |                         |                     |
| 21 | Половецька сільська рада       | с. Полове       | с. Полове с. Йосипівка                                                     |           |                 |                         |                     |
| 22 | Розжалівська сільська рада     | с. Розжалів     | с. Розжалів с. Андріївка                                                   |           |                 |                         |                     |
| 23 | Середпільцівська сільська рада | с. Середпільці  | с. Середпільці с. Мукані                                                   |           |                 |                         |                     |
| 24 | Синьківська сільська рада      | с. Синьків      | с. Синьків                                                                 |           |                 |                         |                     |
| 25 | Сморжівська сільська рада      | с. Сморжів      | с. Сморжів с. Романівка с. Щуровичі                                        |           |                 |                         |                     |
| 26 | Станинська сільська рада       | с. Станин       | с. Станин                                                                  |           |                 |                         |                     |
| 27 | Стоянівська сільська рада      | с. Стоянів      | с. Стоянів с. Збоївська                                                    |           |                 |                         |                     |
| 28 | Стремільченська сільська рада  | с. Стремільче   | с. Стремільче с. Загатка                                                   |           |                 |                         |                     |
| 29 | Сушнівська сільська рада       | с. Сушно        | с. Сушно с. Обортів с. Тоболів                                             |           |                 |                         |                     |
| 30 | Тетевчицька сільська рада      | с. Тетевчиці    | с. Тетевчиці с. Сабанівка                                                  |           |                 |                         |                     |
| 31 | Увинська сільська рада         | с. Увин         | с. Увин                                                                    |           |                 |                         |                     |
| 32 | Хмільнівська сільська рада     | с. Хмільно      | с. Хмільно                                                                 |           |                 |                         |                     |
| 33 | Яструбичівська сільська рада   | с. Яструбичі    | с. Яструбичі                                                               |           |                 |                         |                     |

* Примітки: м. — місто, смт — селище міського типу, с. — село, с-ще — селище